# Bing with a Beat
Bing with a Beat è un album in studio del cantante e attore statunitense Bing Crosby, pubblicato nel 1957.

## Tracce
Side 1
1. Let a Smile Be Your Umbrella – 2:50 (Sammy Fain, Irving Kahal, Francis Wheeler)
2. I'm Gonna Sit Right Down and Write Myself a Letter – 3:03 (Fred E. Ahlert, Joe Young)
3. Along the Way to Waikiki – 3:29 (Richard A. Whiting, Gus Kahn)
4. Exactly Like You – 3:14 (Jimmy McHugh, Dorothy Fields)
5. Dream a Little Dream of Me – 2:40 (Fabian Andre, Wilbur Schwandt, Gus Kahn)
6. Last Night on the Back Porch – 2:48 (Carl Schraubstader, Lew Brown)

Side 2
1. Some Sunny Day – 2:46 (Irving Berlin)
2. Whispering – 3:26 (John Schonberger,  Richard Coburn, Vincent Rose)
3. Tell Me – 2:56 (J. Will Callahan, Max Kortlander)
4. Mack the Knife – 3:53 (Kurt Weill, Bertolt Brecht)
5. Down Among the Sheltering Palms – 3:15 (Abe Olman, James Brockman, Leo Wood)
6. Mama Loves Papa – 3:10 (Abel Baer, Cliff Friend)